# Euphorbia retrospina
Euphorbia retrospina är en törelväxtart som beskrevs av Werner Rauh och Gerold. Euphorbia retrospina ingår i släktet törlar, och familjen törelväxter. IUCN kategoriserar arten globalt som sårbar. Inga underarter finns listade i Catalogue of Life.